# 松本博之
松本 博之（まつもと ひろゆき、1980年5月31日 - ）は、日本の俳優。愛知県新城市出身。身長184cm。
株式会社ヒルストン・エンタープライズ所属。事務所内の演技グループ「Orange Prisoners」の一員。特技はバスケットボール。

## 出演

### テレビドラマ
- 美少女戦士セーラームーン（2003年 - 2004年、TBS） - ネフライト 役
- スーパー戦隊シリーズ（テレビ朝日）
  - 特捜戦隊デカレンジャー 第46話（2005年1月9日） - ヒロノブ 役
  - 暴太郎戦隊ドンブラザーズ 第40話（2022年12月11日） - 武藤教官 役
  - ナンバーワン戦隊ゴジュウジャー 第4話（2025年3月9日） - 吠の父 役
- 夜王 第11話（2006年、TBS） - 白雪 役
- 警視庁捜査一課9係（テレビ朝日）
  - season1 第6話（2006年） - 鑑識 役
  - season2 第7話（2007年） - 田所将臣 役
- 仮面ライダーシリーズ（テレビ朝日）
  - 仮面ライダーカブト 第27話（2006年8月6日） - 相良和彦 役
  - 仮面ライダーオーズ/OOO 第1話 - 第16話・第36話 - 第46話（2010年9月5日 - 12月26日・2011年5月29日 - 8月14日） - ガメル 役
  - 仮面ライダーガッチャード 第46話・最終話（2024年7月28日・8月25日） - 悪人 役
- 恋する日曜日 ニュータイプ 第7話（2006年、BS-i） - 貝塚雅文 役
- 火曜ドラマゴールド ビネツ 〜美肌の誘惑 現代エステ大奥物語〜（2006年、日本テレビ） - マネージャー 役
- 金曜プレステージ 奥様は警視総監5（2009年、フジテレビ） - 田宮圭吾 役
- 水曜ミステリー9 森村誠一サスペンス 刑事の証明（2012年、テレビ東京 / BSジャパン） - 豊崎俊也 役
- さくらの親子丼 最終話（2017年11月25日、フジテレビ） - 西浦啓治 役
- パディントン発4時50分〜寝台特急殺人事件〜（2018年、テレビ朝日） - 富沢志郎 役
- 獣になれない私たち（2018年、日本テレビ） - 高梨 役
- ボイス 110緊急指令室（日本テレビ） - 香川俊太 役
  - ボイス 110緊急指令室（2019年7月13日 - 9月21日）
  - ボイスII 110緊急指令室（2021年7月10日 - 9月25日）

### テレビ番組
- くりぃむしちゅーのたりらリラ〜ン（2006年、日本テレビ）

### 映画
- DEVILMAN（2004年）
- 龍が如く 劇場版（2007年）
- 仮面ライダーシリーズ
  - 仮面ライダー×仮面ライダー オーズ&ダブル feat.スカル MOVIE大戦CORE（2010年） - ガメルの声 役
  - 劇場版 仮面ライダーオーズ WONDERFUL 将軍と21のコアメダル（2011年） - ガメル 役
- 月下香（2022年）- 田中修一 役[2]

### オリジナルビデオ
- 仮面ライダーオーズ 10th 復活のコアメダル（2022年） - ガメル 役[3]

### 舞台
- 世界の中心で、愛をさけぶ（2005年） - 猪俣 役
- THEATER JUNK Vol.20 「永遠の一秒 〜TEARS FOR THE FUTURE〜」（2007年1月5日 - 8日）
- 三つの悲劇 - ギリシャから / アルゴス坂の白い家（2007年9月20日 - 10月7日）
- 鈴村展弘プロデュース BELL＋UP COMPANY「リセット3・2・1…」（2010年2月2日 - 7日、シアターグリーン BIG TREE THEATER）

### Webドラマ
- オーズ10th 仮面ライダーバース バースX誕生秘話（2022年7月3日、東映特撮ファンクラブ） - ガメル 役[4]

### 雑誌連載
- ホットドッグ・プレス（講談社）
- キラリ！（マガジン・マガジン）
- FINEBOYS（日之出出版）
- smart（宝島社）
- HEAD[要説明]
- CAST-PRIX PREMIUM（メディアボーイ）

### CM
- アサヒビール アサヒ本生（2005年3月 - 4月）
- 紳士服コナカ（2007年）

### PV
- ダンデライオン「夏花火」

### ゲーム
- スーパーヒーロージェネレーション（2014年10月23日、バンダイナムコゲームス） - ガメル 役